# Begum Ra'ana Liaquat Ali Khan

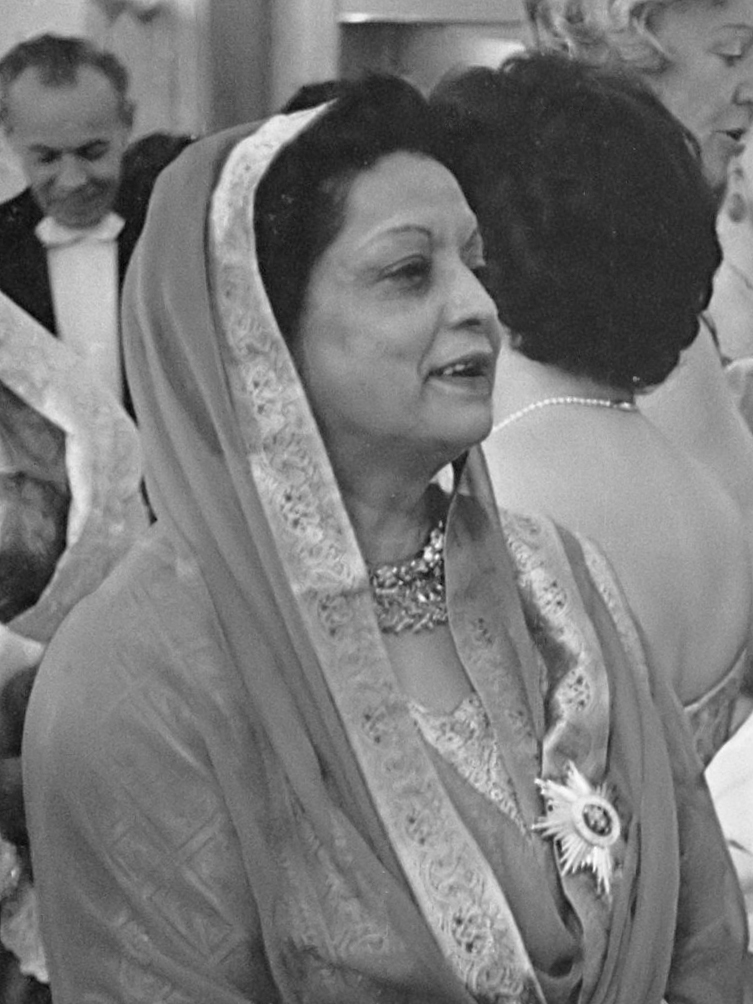
Begum Ra'ana Liaquat Ali Khan (1961)

Begum Ra'ana Liaquat Ali Kahn (Almora, Brits-Indië, 13 februari 1905 – 13 juni 1990) werd in 1932 de echtgenote van Liaquat Ali Khan (Karnal, Punjab, Brits-Indië, 1 oktober 1895 – 16 oktober 1951), die in 1947 premier van Pakistan werd. Hij was het eerste gekozen moslimstaatshoofd dat door Harry S. Truman werd uitgenodigd de Verenigde Staten te bezoeken. Dat was in mei 1950.
Nadat haar echtgenoot in 1951 in Rawalpindi door Syed Akbar of Hazara werd vermoord, verhuisde Begum naar New York. Daar werd zij in 1952 de eerste vrouwelijke gedelegeerde bij de Verenigde Naties. In 1953 werd zij ambassadeur in Den Haag en woonde op het Plein 1813. Later werd zij ambassadeur in Italië en Tunesië. Van 1973 tot 1979 was zij de eerste vrouwelijke gouverneur van Pakistan toen zij gouverneur van Sindh werd.

## Onderscheidingen
- 1950: "Jane Adam's Medal", "Mother of Pakistan" en de "Woman of Achievement Medal", allen in de VS
- 1959: Nishan-I-Imtiaz
- 1961: Grootkruis Orde van Oranje-Nassau (Nederland)
- 1961-1962: International Gimbel Award
- 1965: Woman of the World, gekozen door de Turkse Vrouwenbond, Ankara
- 1966: Grootkruis Vavaliera (Italië)
- 1978: United Nation’s Human Rights Award